# Lanius newtoni
Il fiscal di São Tomé (Lanius newtoni (
Bocage,1891) è un uccello passeriforme della famiglia Laniidae, endemico dell'isola di São Tomé.

## Conservazione
La Lista rossa IUCN classifica Lanius newtoni come specie in pericolo critico di estinzione (Critically Endangered).